# NGC 748
NGC 748 je galaksija u zviježđu Kit.

## Vanjske poveznice
- SEDS: NGC 748